# Леоне-Санта Елизабета (Болцано)
Леоне-Санта Елизабета је насеље у Италији у округу Болцано, региону Трентино-Јужни Тирол.
Према процени из 2011. у насељу је живело 1041 становника. Насеље се налази на надморској висини од 575 м.